# Rhomphaea brasiliensis
Rhomphaea brasiliensis là một loài nhện trong họ Theridiidae.
Loài này thuộc chi Rhomphaea. Rhomphaea brasiliensis được Cândido Firmino de Mello-Leitão miêu tả năm 1920.